# Turas

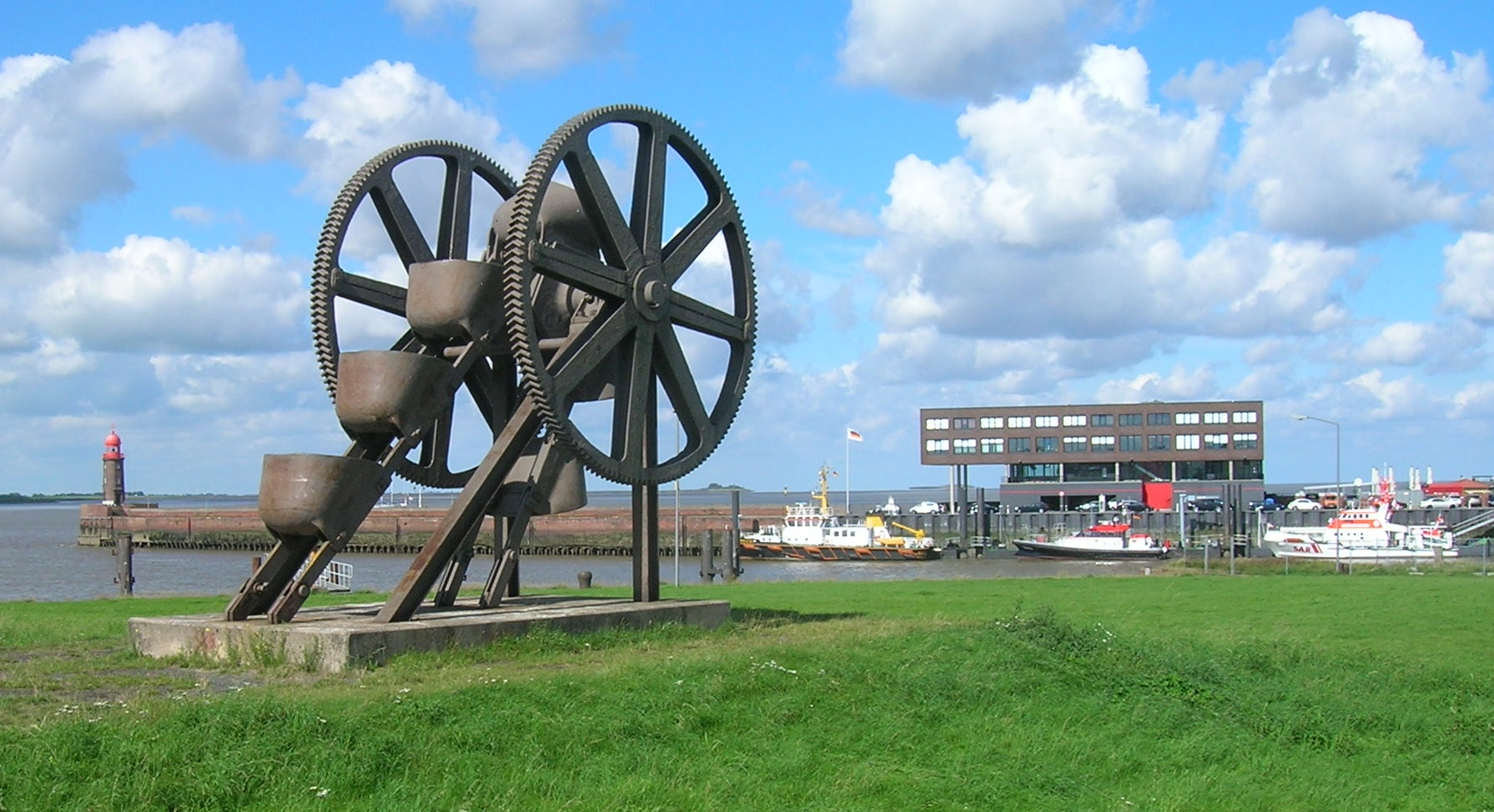
Oberturas von Bagger I an der Geestemündung

Der Turas ist ein großes, gezahntes Kettenrad zum Antrieb bzw. zur Führung der Gleiskette an Kettenfahrzeugen oder der Eimerkette von Eimerkettenbaggern. Man unterscheidet, je nach Verwendungszweck, den Antriebsturas, der die Vortriebskraft vom Getriebe auf die Kette überträgt, und den Leitturas, der der Kette am entgegengesetzten Ende die erforderliche Führung verleiht. Im Gegensatz zum starr auf der Antriebswelle fixierten Antriebsturas ist der Leitturas meist mechanisch oder hydraulisch federnd gelagert, um die erforderliche Spannung der Kette regulieren zu können.